# Karl Schirdewan

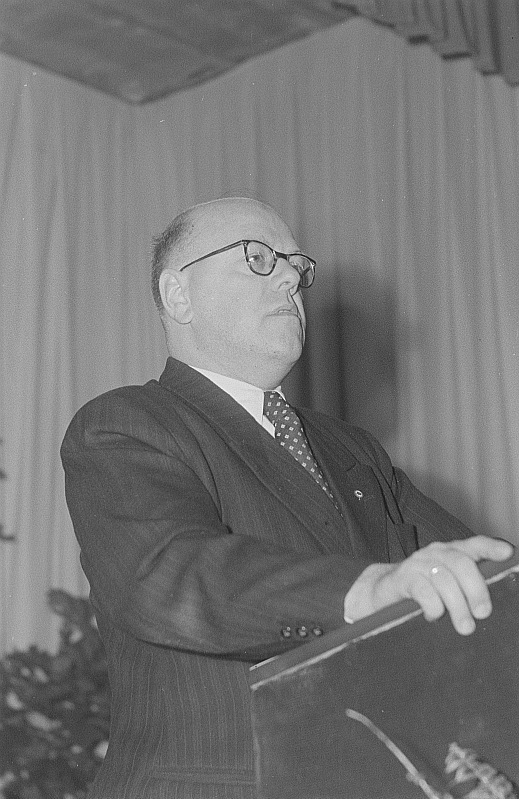
Karl Schirdewan, 1952

Karl Schirdewan (* 14. Mai 1907 in Stettin; † 14. Juli 1998 in Potsdam) war ein Widerstandskämpfer gegen den Nationalsozialismus und später Politiker in der DDR. Er lebte ursprünglich in Breslau, wo er in der Weimarer Republik Jugendfunktionär der KPD wurde. Nach dem Zweiten Weltkrieg war Schirdewan zunächst in Bayern, bevor er nach Berlin ging. Dort stieg er rasch in der SED auf. Er wurde ein führendes Mitglied des Zentralkomitees und gehörte auch dem Politbüro an. Nach dem Tod Stalins 1953 sprach er sich für eine gewisse Kritik am Stalinismus aus und wich auch später von der offiziellen Parteilinie ab. 1958 wurde er aus dem Zentralkomitee entfernt.

## Leben

### Jugend
Sein leiblicher Vater ist unbekannt, seine Mutter, Josephine Aretz, überließ ihn der Pflegefamilie Schirdewan in Breslau. Im Sommer 1914 adoptierte ihn das Ehepaar Schirdewan. Er schloss 1923 die Mittelschule ab, seinen Wunschberuf Buchhändler konnte er nicht erlernen. Schirdewan ging zunächst in einer Getreidehandlung in die Lehre und arbeitete später als Laufbursche, Bürogehilfe und Transportarbeiter.

### Weimarer Republik und Nationalsozialismus
Schirdewan trat 1923 in den KJVD und 1925 in die KPD ein. Ende der 1920er Jahre wurde er Mitglied des Zentralkomitees (ZK) des Kommunistischen Jugendverbands Deutschland und dessen Bezirksvorsitzender in Schlesien. Mit der Leitung des Verlags Junge Garde übernahm er 1931 erstmals eine hauptamtliche Funktion innerhalb der Parteiorganisation.
Nach der Machtergreifung Hitlers 1933 musste er in den Untergrund gehen. Er wurde am 19. Februar 1934 als Mitglied der Inlandsleitung des KJVD beim Aufbau der illegalen Inlandsleitung der KPD in Hamburg verhaftet und am 10. Mai 1934 wegen „Vorbereitung zum Hochverrat“ zu drei Jahren Zuchthaus verurteilt. Anschließend wurde er in KZ-Haft (KZ Sachsenhausen und KZ Flossenbürg) genommen. Auf dem Todesmarsch zur Evakuierung des Lagers erlebte er am 23. April 1945 die Befreiung durch amerikanische Panzertruppen.

### Nachkriegskarriere

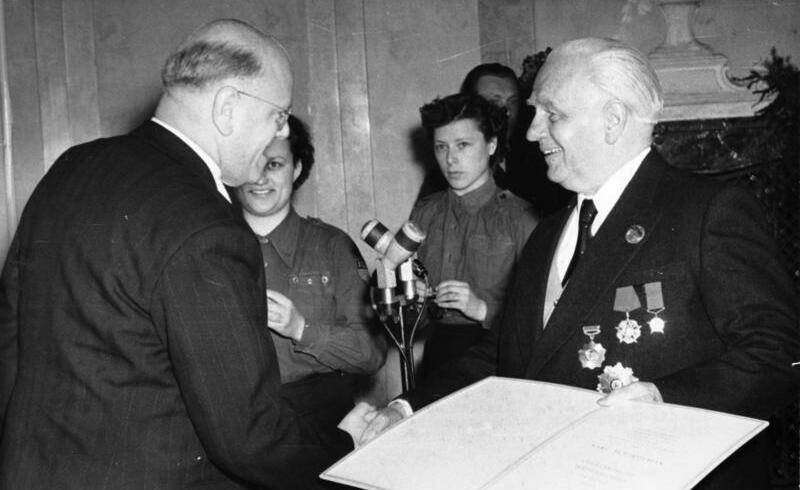
Karl Schirdewan (links) erhält 1955 von Wilhelm Pieck den Vaterländischen Verdienstorden in Gold

Nach Kriegsende war Schirdewan kurzzeitig für die KPD in Bayern tätig, wechselte aber noch 1945 als Mitarbeiter in die Parteizentrale nach Berlin. Nach der Zwangsvereinigung von KPD und SPD zur SED arbeitete er für deren Vorstand bzw. Zentralkomitee. Schirdewan wurde 1947 Leiter einer Arbeitsgruppe zum „Studium der illegalen Parteigeschichte“, 1949 stellvertretender Leiter der Westkommission beim Parteivorstand der SED und 1950 Leiter der neugebildeten Westabteilung beim ZK der SED. Er leitete in dieser Funktion auch die Sozialdemokratische Aktion faktisch. Ab 1952 war er Erster Sekretär der SED-Landesleitung in Sachsen, anschließend Erster Sekretär der Bezirksleitung in Leipzig. Nach dem Aufstand vom 17. Juni 1953 in der DDR wurde er auf der 15. Tagung des ZK der SED im Juli 1953 als Mitglied des Zentralkomitees kooptiert und zugleich zum Mitglied des Politbüros und Sekretär des ZK der SED gewählt. Im Zentralkomitee nahm er verschiedene Funktionen wahr, so als zuständiger Sekretär für die Abteilung Leitende Organe und Kader (1953–1958) und Mitglied der Sicherheitskommission beim Politbüro (1954–1957). Die 1950er Jahre waren der Höhepunkt von Karl Schirdewans politischer Karriere, er galt damals als zweiter Mann nach Walter Ulbricht. Am 6. Mai 1955 wurde Schirdewan der Vaterländische Verdienstorden in Gold verliehen.

### Sturz
Schirdewan stand trotz dieser hohen Position Ulbricht kritisch gegenüber – laut zeitgenössischen Berichten sogar mit regelrechtem Hass. Besonders nach dem XX. Parteitag der KPdSU 1956 geriet er in wachsende Widersprüche zum starren stalinistischen Kurs Ulbrichts. Auch mit Erich Honecker verband ihn eine persönliche Feindschaft. Nach dem Tod Stalins 1953 und der einsetzenden Entstalinisierung erhoffte sich Schirdewan in der DDR ebenfalls eine kritische Auseinandersetzung mit der Stalin-Ära, das wurde aber von Ulbricht unterdrückt. Nach seiner Aussage seien aus dem Aufstand vom 17. Juni 1953 nicht die notwendigen Lehren gezogen worden. Außerdem trat Schirdewan für die Option eines vereinigten Deutschlands ein, er konnte sich aber innerhalb der SED mit diesen Vorstellungen nicht durchsetzen. Ihm wurde vorgeworfen, die Deutsche Frage zu einseitig zu beurteilen, der Parteilinie nicht ausreichend zu folgen und den ungarischen Volksaufstand 1956 zu verharmlosen.
Schirdewan unterhielt sehr gute Beziehungen zur sowjetischen Besatzungsmacht, was ihn zunächst unangreifbar machte. Nachdem er gegenüber den Sowjets die DDR-Führung scharf kritisiert hatte, jedoch davor zurückgeschreckt war, die Absetzung Ulbrichts durchzusetzen, schlug dieser zurück: Zusammen mit seinem Mitstreiter Ernst Wollweber verlor Schirdewan nach der 35. Tagung des ZK der SED im Februar 1958 seine Posten. Die Anklagerede bei dieser Sitzung hielt Erich Honecker. Schirdewan wurde wegen „Fraktionstätigkeit“ aus dem Politbüro und dem Zentralkomitee der SED ausgeschlossen und strafversetzt als neuer Leiter der Staatlichen Archivverwaltung (StAV). Nach Einschätzung des Archivars Hermann Schreyer ist Schirdewan „seiner Partei trotz der Maßregelungen immer verbunden und ergeben geblieben“. Er sorgte in seiner neuen Funktion für die Durchsetzung marxistisch-leninistischer Prinzipien auf dem Gebiet des DDR-Archivwesens und veranlasste z. B. die Entlassung von Karlheinz Blaschke als Abteilungsleiter des Sächsischen Landeshauptarchivs. Trotzdem erfolgte gegen seinen Willen 1965 die Ablösung als Leiter, Nachfolger wurde Walter Hochmuth.

### Nach 1989
Nach der friedlichen Revolution in der DDR wurde er 1990 von der PDS rehabilitiert und in den Ältestenrat der Partei aufgenommen. „Das Versagen der SED vor der Geschichte“, so sein Lebensfazit, „sei nicht zu überbieten [gewesen]“. Karl Schirdewan verstarb am 14. Juli 1998 in Potsdam.
Er war mit Gisela Schirdewan (* 1922) verheiratet und hatte vier Kinder. Ihre Tochter Rosemarie Heise-Schirdewan war 1990 für die PDS Abgeordnete der Volkskammer. Sein Enkel Martin Schirdewan ist Politiker der Partei Die Linke.

## Schriften
- Aufstand gegen Ulbricht. Aufbau Taschenbuch Verlag, Berlin 1994, ISBN 3-7466-8008-5.
- Ein Jahrhundert Leben. Erinnerungen und Visionen. Edition Ost, Berlin 1998, 334 S. ISBN 3-929161-34-6.[11]